# Słupiec (Nowa Ruda)

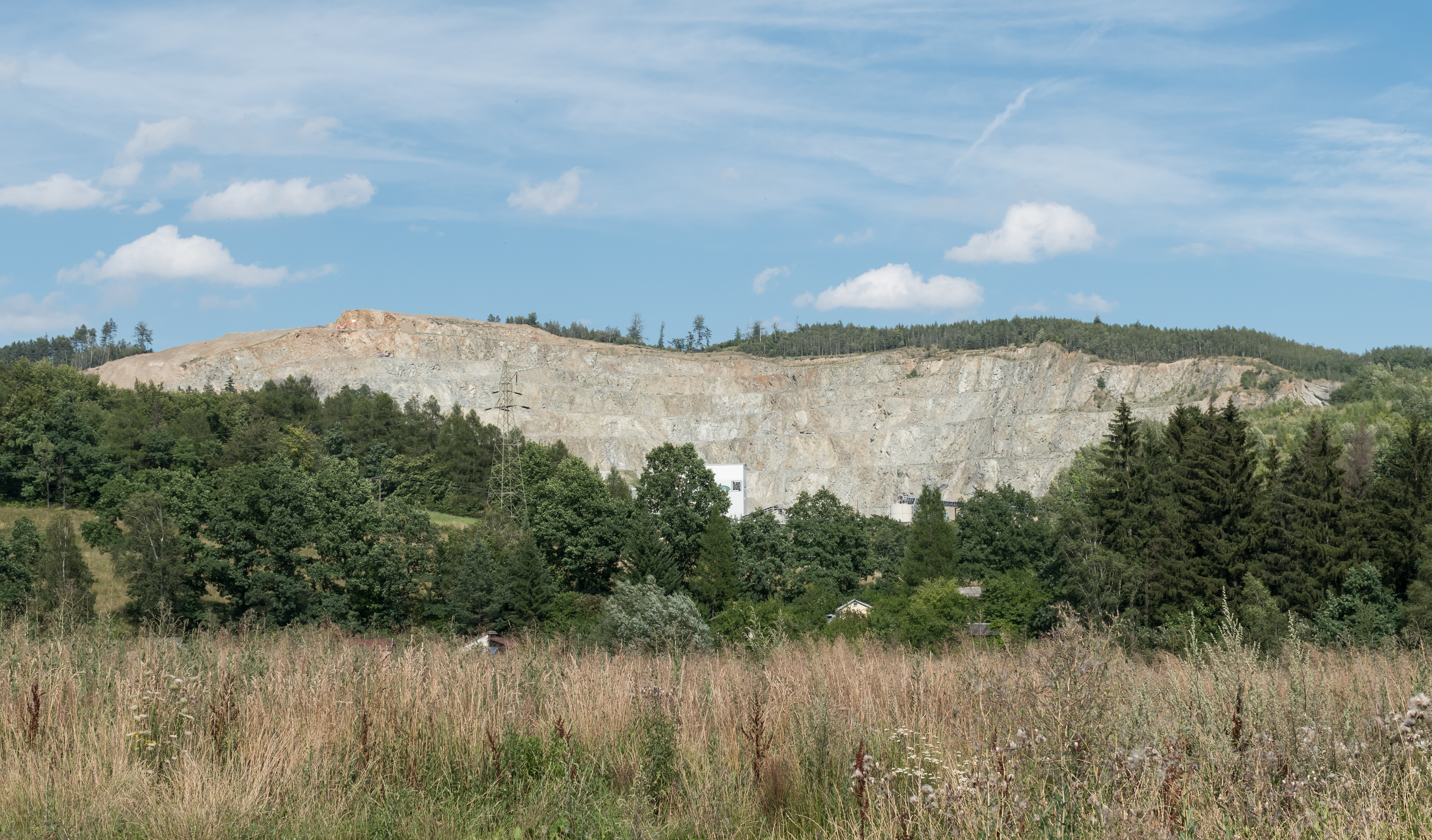
Kamieniołom gabra w Słupcu

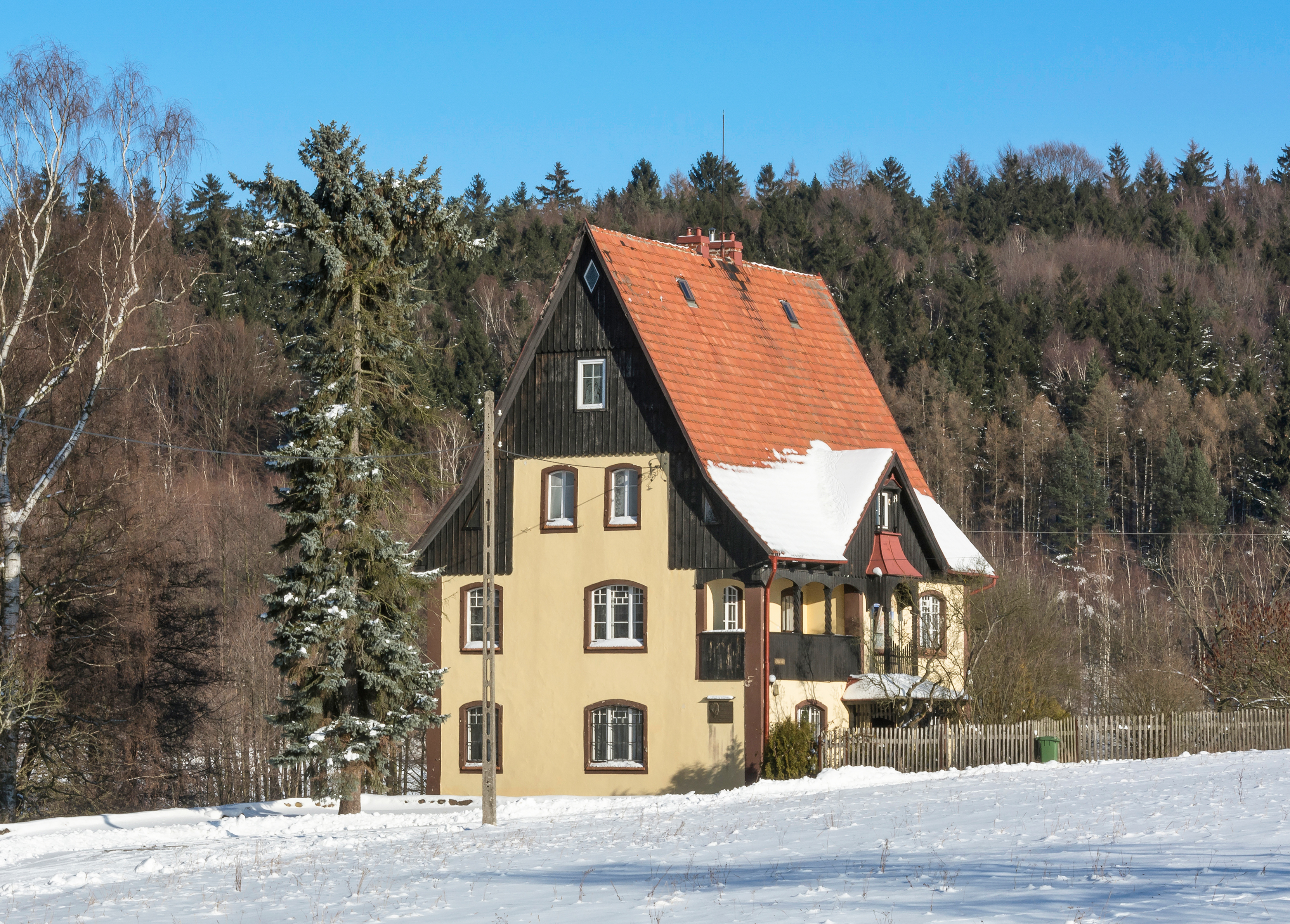
Muzeum Josepha Wittiga

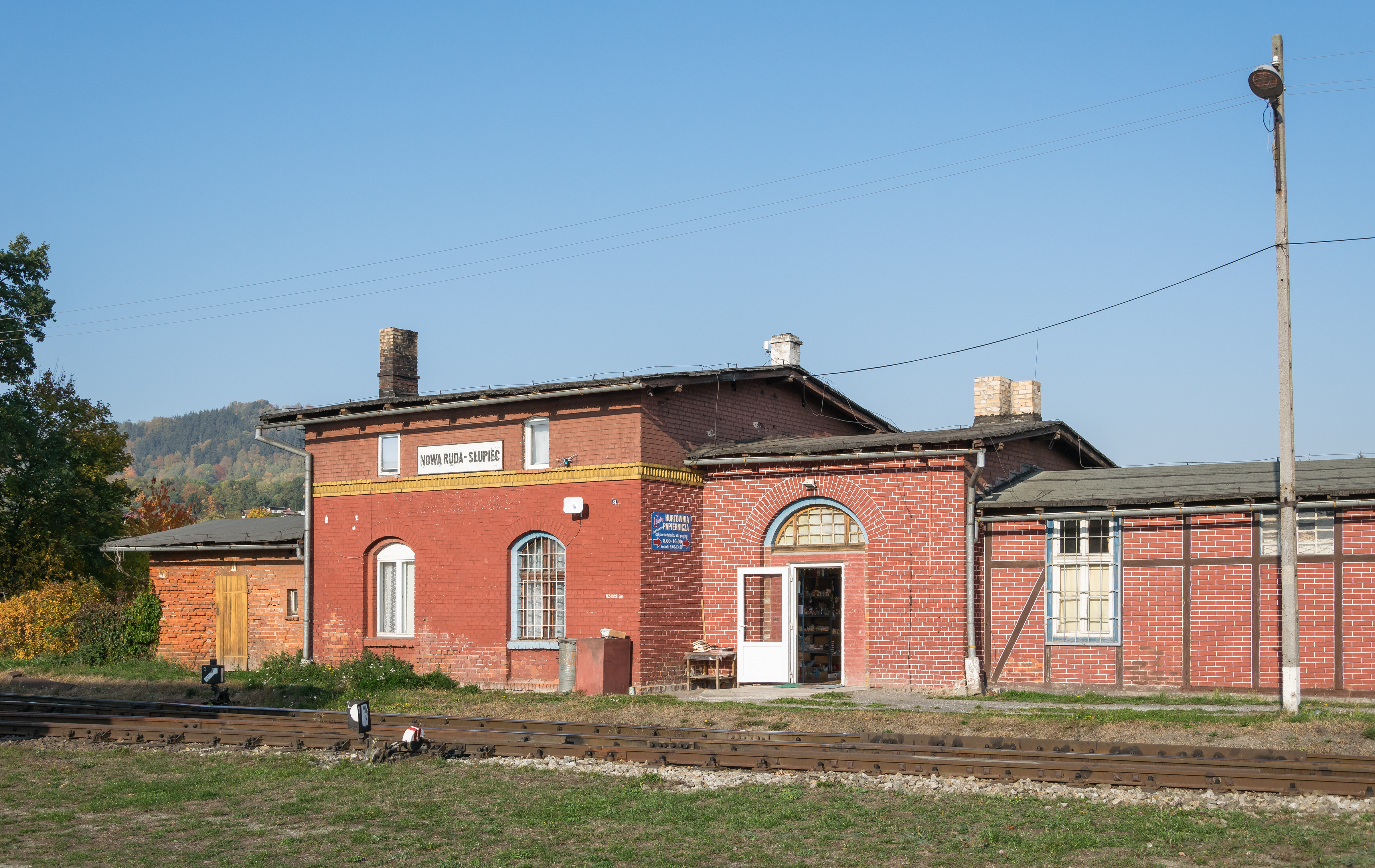
Przystanek kolejowy w Słupcu

Słupiec (niem. Schlegel) – część miasta Nowa Ruda w Polsce położona w województwie dolnośląskim, w powiecie kłodzkim. Połączona w 1973 roku z miastem Nowa Ruda, w latach 1967–1973 samodzielne miasto. W latach 1975–1998 miejscowość administracyjnie należała do województwa wałbrzyskiego.
Obecnie Słupiec jako część miasta Nowa Ruda liczy około 12 000 mieszkańców.

## Położenie
Słupiec to dawna wieś łańcuchowa o długości około 3,3 km, położona pomiędzy Wzgórzami Włodzickimi a Garbem Dzikowca, na południowy wschód od centrum Nowej Rudy. Przez osiedle prowadzi droga wojewódzka nr 381. Słupiec położony jest na wysokości 400–470 m n.p.m.

## Historia
Stara wieś łańcuchowa, wymieniana w dokumentach z 1327 roku jako Slegelonis villa – zapewne nazwa ta pochodzi od nazwiska kłodzkiej rodziny Schlegel, domniemanych założycieli Słupca (miejscowość do 1945 nosiła nazwę Schlegel).  W 1372 i 1398 właścicielem wsi był Rembold Ratold (Donig von Zdanic). W 1607 roku w Słupcu odkryto złoża złota, a w roku 1620 zaczęto wydobywać węgiel kamienny, jednak rozwojowi górnictwa przeszkodziła szalejąca wówczas wojna trzydziestoletnia, a później zaraza w roku 1680. W roku 1708 Słupiec został kupiony przez pochodzącą z Włoch rodzinę Pilatich i zaczął się rozwijać gospodarczo, zwłaszcza w dziedzinie górnictwa, ale również tkactwa. Szczególnie intensywny rozwój przemysłowy (głównie wydobycie węgla i łupków ogniotrwałych) przypada na wiek XVIII. W tym okresie w miejscowości funkcjonowały dwie duże kopalnie węgla i około 250 warsztatów tkackich, wyrabiających tkaniny lniane i bawełniane. W roku 1840 we wsi były: kościół, szkoła, szpital, gorzelnia, browar, cegielnia, cztery młyny wodne i dwie kopalnie węgla, do których wkrótce dołączyły kolejne. Poza wydobyciem węgla w Słupcu uruchomiono kamieniołomy, w których wydobywano też czerwony piaskowiec i gabro. W roku 1902 do miejscowości doprowadzono linię Kolei Sowiogórskiej, która usprawniła transport towarowy i przyczyniła się do rozwoju turystyki w regionie.    
W roku 1945 po wkroczeniu Armii Czerwonej miejscowość poddała się bez walki. Po wysiedleniu Niemców przybyło do Słupca wielu polskich osadników, w tym również górników-reemigrantów z Francji. Rozbudowano infrastrukturę i stworzono nowe osiedla (bloki mieszkaniowe), głównie na potrzeby pracowników kopalń. W 1959 Słupiec otrzymał status osiedla, a w 1967 prawa miejskie. W 1973 liczba ludności Słupca przekroczyła 7700 i miasto zostało włączone administracyjnie do sąsiedniej Nowej Rudy.

## Gospodarka i infrastruktura
W Słupcu funkcjonują liczne zakłady pracy i fabryki, m.in. ZPAS S.A., Orion, Eiffelwerk, Matplast, Faned, Plastitec, Umicore Auto Cat. Poza tym znajdują się tam kamieniołomy, w których wydobywana jest skała bazaltowa (gabro), używana głównie przy budowie dróg. Na terenie byłej kopalni węgla kamiennego uruchomiono Wałbrzyską Specjalną Strefę Ekonomiczną.

Na terenie Słupca znajduje się również kryta pływalnia z basenem rekreacyjnym i sportowym oraz boisko piłkarskie z oświetleniem.

## Zabytki
Do wojewódzkiego rejestru zabytków wpisane są obiekty: 
- kościół parafialny św. Katarzyny Aleksandryjskiej z 1887 roku,
- ogrodzenie kościoła św. Katarzyny Aleksandryjskiej, z początku XX w.,
- dwór w Słupcu z 1685 r.

inne obiekty
- kościół i szkoła ewangelicka
- kapliczka przy ul. Kasztanowej
- Muzeum Josepha Wittiga
- przystanek kolejowy

## Oświata i nauka
W Słupcu znajduje się Szkoła Podstawowa nr 7 a dawniej również Gimnazjum nr 2, a w latach 2004–2015 Polsko-Czeska Wyższa Szkoła Biznesu i Sportu „Collegium Glacense".

## Szlaki turystyczne
Przez Słupiec przebiega  Główny Szlak Sudecki, prowadzący ze Ścinawki Średniej do Srebrnej Góry.

## Osoby związane ze Słupcem
W Słupcu urodził się znany profesor teologii, ksiądz katolicki, badacz historii kościoła Joseph Wittig. W domu, w którym się urodził i spędził większość życia funkcjonuje obecnie poświęcone mu muzeum.